# Orta Oyunu
Orta Oyunu bezeichnet altes türkisches Volkstheater, das anstatt auf einer Theaterbühne mitten zwischen den Zuschauern gespielt wird. Der Platz, an dem das Theaterspiel stattfindet, heißt palanka. Die Hauptfiguren sind Kavuklu und Pişekâr. Die weibliche Hauptperson ist Zenne und wird traditionell von einem Mann gespielt. Orta-Oyunu wird erstmals 1833 schriftlich erwähnt und erlebte seinen Höhepunkt gegen Ende des 19. Jahrhunderts. Orta Oyunu wurde in Europa durch die Beschreibungen des ungarischen Autors Ignácz Kúnos bekannt.

## Beschreibung
Der türkische Begriff „Orta Oyunu“ bedeutet sinngemäß „in der Mitte inszenierte Unterhaltung“ und weist damit auf die Art der Darstellung inmitten des Publikums hin, aber auch auf die volksnahen Stoffe: Traditionelle Themen des Orta Oyunu waren typische Situationen aus dem Leben der Menschen und die Nachahmung und Karikatur bestimmter Menschentypen. 
Die Darstellungen zeichneten sich oft durch geistreichen Wortwitz und Wortspielereien, aber auch nicht selten durch Humor von äußerster Derbheit aus. 
Die oft über weite Strecken improvisierten Stücke wurden zunächst mündlich weitergegeben. An späteren Verschriftlichungen lassen sich zum Teil Analogien zu den Stücken des Karagöztheaters feststellen.
46 Theaterstücke sind in schriftlichen Quellen belegbar, manche davon haben identische Namen mit Stücken des Karagöz-Schattentheaters. Etwa 25 Darsteller des Kavuklu sind schriftlich nachweisbar.

## Figuren

### Kavuklu
Kavuklu (türk. für Der Mann mit dem Kavuk) ist die Hauptperson des Orta Oyunu. 

#### Kleidung
Die Kleidung des Kavuklu besteht aus einem Kaftan (Cübbe) und einem Şalvar als Hose. Als Kopfbedeckung trägt er einen Kavuk, eine türkische Kopfbedeckung, die in verschiedenen Varianten u. a. von Offizieren der Janitscharen, von Wesiren, von Mollas, von Berufsschreibern (Katip) getragen wurde. Die gesamte Kleidung von Kavuklu ist in roter Farbe.

#### Charakter
Kavuklu tritt oftmals als Hausierer, Handwerker oder als Hausdiener auf. Die Figur Kavuklu zeichnet sich dadurch aus, dass sie Gesagtes oft missversteht, Befehle tollpatschig ausführt, indem sie sie verdreht und übertreibt. Für sein Schauspiel ist übermäßige Prahlerei, Schlauheit, Listigkeit, Schlagfertigkeit und die Imitation von Dialekten – insbesondere von Dialekten der nichttürkischen Minderheiten des osmanischen Reichs – charakteristisch.

#### Rolle
Die Rolle des Kavuklu wird nicht vorbereitet, sondern entsteht spontan während des Auftritts, der inmitten des Publikums stattfindet. Deshalb galt die Rolle des Kavuklu als herausfordernd. Als Meister des Orta-Oyunu gelten die Kavuklu-Darsteller Kavuklu Hamdi (1841–1911), Abdürrezzak Abdi Efendi (1835–1914), Kel Hasan (1874–1929), Naşit Bey (1889–1938, der Vater von Adile Naşit).

## Bedeutung
Bis heute haben sich vor allem im Stegreiftheater Elemente des Orta Oyunu erhalten; in jüngerer Zeit ist jedoch vermehrt auch in anderen Bereichen des zeitgenössischen Theaters das Spiel mitten im Publikum als modernes Stilmittel der Regie zu sehen. 
Das originale Orta Oyunu gilt heute als ausgestorben, es gibt immer wieder Wiederbelebungsversuche, die bislang nicht erfolgreich waren. Heute wird Orta Oyunu meist nur noch als Touristenattraktion aufgeführt oder ist manchmal in Unterhaltungsshows im Fernsehen oder bei religiösen Feierlichkeiten wie etwa beim Ramadan-Fest zu sehen. Während der Reformperiode in der Türkei am Anfang des 20. Jahrhunderts sowie beim Übergang zur Republik erhielt Orta Oyunu ernsthafte Konkurrenz vom Theater nach europäischer Tradition. Als dann auch viele Modernisten sogar dafür waren, Orta Oyunu komplett zu verbieten, verschwand diese Tradition allmählich.